# Конан I (герцог Бретані)
Конан I Кривий (*Conan Ier dit le Tort, д/н —27 червня 992) — герцог Бретань у 990—992 роках.

## Життєпис
Син Юдикаель-Беранже, графа Ренна, та онук Гурвана, правителя Бретані. Про дату народження нічого невідомо. Вперше згадується у 965 році У 970 році після смерті батька успадкував графство Ренн. Проте урядував фактично Вікоен, архієпископ Доля. Водночас продовжив зазіхання предків на трон герцогства Бретань. 973 року оженився на доньці графа Анжу.
У 975 році розпочав відкриту війну проти герцога Гоеля I, уклавши союз з Теобальдом I, графом Блуа. Боротьба тривала до 981 року (у 980 році оголосив себе герцогом, проте це не було визнано сусідами), коли у битві при Конкрей війська Конана і Одо I (нащадка Теобальда I) зазнали важкої поразки. Того ж року Конан підіслав вбивцю, який вбив Гоеля I у турі. Граф Ренна намагався скористатися ситуацією задля захоплення Бретані, проте зазнав поразки від Гереха, нового герцога Бретані.
Після цього невдало воював проти Гереха, володіння роду — графство Ренн — було сплюндровано військами герцога. У 988 році Конан, який знову захопив північ Бретані, влаштував отруєння Гераха. Проте владу перебрав син останнього при регентстві матері нового герцога Алена II. Конан продовжив боротьбу, завдавши поразки військам герцога, захопивши 990 року Нант. Після цього Конан I став одноосібним володарем Бретані.
Для зміцнення свого становища уклав союз з Нормандією. Водночас змушений був виступити проти зазіхань Фулько III, графа Анжу. У битві при Конкрей 992 року зазнав поразки від анжуйський військ та загинув. Конану I спадкував старший син Жоффруа.

## Родина
Дружина — Ерменгарда-Герберга, донька Жоффруа I, графа Анжу
Діти:
- Жоффруа (бл.980—1008), герцог Бретані у 992—1008 роках
- Юдит (бл.982–1017), дружина Річарда II, герцога Нормандії
- Юдикаель (д/н—1037), граф Пороета
- Гермод (д/н—бл.1029)
- Катуаллон (д/н—бл.1050), абат Сан-Совера у 1019—1040 роках